# Schöneberg (Bad Kreuznach járás)
Schöneberg település Németországban, Rajna-vidék-Pfalz tartományban. Lakosainak száma 607 fő (2023. december 31.).

## Népesség
A település népességének változása:
| Lakosok száma | 544  | 626  | 625  | 603  | 595  | 607  |
|               | 1975 | 2017 | 2019 | 2021 | 2022 | 2023 |